# La Vie mancelle et sarthoise
 (septembre 2024).
La Vie Mancelle & Sarthoise est un magazine de presse écrite fondé au Mans en 1959. Il s'agit du plus ancien magazine départemental de France, Le but du magazine est de publier des articles historiques locaux sur la ville du Mans, la Sarthe voire l'ancienne province du Maine. Le magazine traite également des sujets sur le patrimoine culturel et architectural, le sport ou la culture régionale. Le magazine est édité par l'Association Culturelle et Touristique du Mans et de la Région (A.C.T.M.R.). Son premier nom fut celui de Vie Mancelle. Il est aujourd'hui distribué dans toute la Sarthe.

## Histoire
Le premier numéro de La Vie mancelle est publié le 3 décembre 1959. L'ambition première est de centrer les articles sur la ville du Mans, son histoire, ses traditions et ses animations. Le premier numéro traite de la maison du Pilier-Rouge du Vieux-Mans, du musée de Tessé et de l'émetteur de Mayet. Le premier magazine ne comporte que 16 pages avec des photos en noir et blanc. Il est en vente dans toute l'agglomération du Mans au prix d'un nouveau franc. Des auteurs connus comme le professeur-historien spécialiste du Mans François Dornic, publient régulièrement dans la revue. Il y signe d'ailleurs son premier article dès le premier numéro avec un article intitulé « Le Bureau de Charité du Mans en 1785 ». L'historien signera pas moins de 81 articles dans la revue. Les premiers numéros ne sortent pas à date fixe, ils sont sous-titrés Revue mensuelle du Comité des Fêtes et du Syndicat d'Initiative du Mans. Dès 1960, on fixe à 10 le nombre de numéros à sortir par an, ce qui fait environ un numéro tous les mois ou tous les mois et demi. En mars 1965, la revue passe à 24 pages et son prix grimpe à 1,25 franc. En octobre 1976, le magazine en est déjà à son 160e numéro et il reçoit le format standard 21 × 29,7 cm au lieu du 21 × 27 cm original. Le premier numéro de 1982 adopte une couverture entièrement en couleur alors que la revue passe à 32 pages. En août 1991, alors que le 300e numéro est proche, le nom se transforme en La Vie Mancelle & Sarthoise. C'est en cette fin d'année que le magazine devient définitivement bimestriel avec la parution de six numéros par an. En 2000, le nombre de pages passe à 48 et en mars 2001 le magazine devient entièrement bicolore. L'imprimeur est dorénavant un entrepreneur des plus connus de la région mancelle, ITF Imprimeurs. C'est en 2003 que le magazine passe entièrement à la quadrichromie. La revue ouvre son premier site internet en 2004 en partenariat avec l'association Sarthe Interactive. Le 400e numéro est publié en septembre 2008, ce qui en fait toujours la doyenne des revues départementales en France animée par des bénévoles. La Vie Mancelle & Sarthoise a fêté ses cinquante ans d'existence en décembre 2009 avec un numéro exceptionnel de 80 pages et une exposition rappelant ses différentes étapes. À l'heure actuelle, les articles à paraître sont déjà planifiés deux ans à l'avance, ce qui marque l'engouement à la fois du public de par la pérennité de la revue et des rédacteurs. La revue s'est imposée en 50 ans comme le magazine culturel du Mans le plus diffusé, malgré d'autres parutions comme Maine Découvertes ou Cénomane.